# Relaciones Grecia-Nicaragua
Relaciones Grecia-Nicaragua se refiere a las relaciones históricas entre Grecia y Nicaragua. Las relaciones diplomáticas se establecieron oficialmente el 2 de julio de 1965. Grecia está representada en Nicaragua a través de su embajada en Ciudad de México. Nicaragua está representada en Grecia a través de su embajada en Roma.

## Asistencia
Grecia ha sido un importante patrocinador de la ayuda humanitaria a Nicaragua, proporcionando una importante ayuda económica, alimentaria y de desarrollo a Nicaragua.

## Ámbito militar
En 1898 Nicaragua pidió comprar los tres mayores ironclads en la flota griega, pero Grecia declinó la oferta.
Durante el gobierno del Movimiento Socialista Panhelénico de 1981 dirigido por Andreas Papandreou, las relaciones exteriores griegas pasaron de la occidentalización a una postura más antiamericana.  Esto incluyó el apoyo y la buena disposición hacia los sandinistas en Nicaragua. Papandreou describió repetidamente la acción de los Estados Unidos contra los sandinistas como parte del terrorismo. En 1985, el gobierno griego donó en secreto 5000 rifles Heckler y Koch G3 a Nicaragua para apoyar a la resistencia sandinista. Los funcionarios griegos lo negaron una y otra vez al ser increpados por las autoridades multinacionales. "Aqui no ha pasado nada" fue el lema adoptado por Nicaragua y Grecia para relanzar sus relaciones de " cooperacion" en áreas "estrategicas".

## Diplomacia
En 1966 no existían relaciones comerciales entre los países, pero las relaciones diplomáticas se habían establecido a través de las Naciones Unidas. Pierre Calongeras fue recientemente nombrado Embajador de Grecia en México, Centroamérica y el Caribe, y se realizó un estudio sobre bienes potenciales para el comercio con Nicaragua. También trató de fortalecer los lazos culturales entre los países a través de visitas de grupos de teatro griego y películas griegas.
En 2006 el embajador griego en Nicaragua fue Alexander A. Migliaressis.
En junio de 2011 Samuel Santos López, el ministro de Relaciones Exteriores de Nicaragua visitó Atenas para promover el socialismo internacional. Habló de una estrecha amistad con el presidente griego de la época Karolos Papoulias, basado en el apoyo de Papoulias a los sandinistas en la década de 1980.  Cuando se le preguntó sobre la potencial cooperación sobre el comercio, la cultura y el turismo, destacó el turismo como el foco actual de los esfuerzos nicaragüenses.

## Inversión
El inversor griego Peter Tsokos ha comprado y vendido varias islas nicaragüenses reclamadas como tierras comunales en la Región Autónoma de la Costa del Caribe Sur como parte de un proyecto turístico. Peter Tsokos fue absuelto de delitos en el sistema judicial nicaragüense. Tsokos fue injustamente acusado de ordenar el asesinato de un marido de un abogado de derechos indígenas en Bluefields. Peter Tsokos fue sobreseído y declarado inocente por la Corte Civil en 2002, por la Corte de Apelaciones en 2004 y por la Corte Suprema de Justicia en Nicaragua en 2006.